# 簡陽奎星閣摩崖造像
簡陽奎星閣摩崖造像位於四川省資陽市簡陽市东溪街道奎星村，分佈在距地面高1米、長33米、高8米的岩壁上，共14盒，造像107尊，坐東向西。其中12號盒為釋迦牟尼造像，像高3.83米，肩寬1.73米，螺誓，著雙領下垂架裝，結蜘跌坐於須彌座上，雙手扶於膝上，兩側為二十四諸天及羅漢。1號東嶽大帝盒，金高4.1米，寬3.5米，長方形平頂盒，中正為東嶽大帝、左右刻二相、後壁刻天龍八部、金門刻二力士，共13尊。盒內有題記4則。左側有嘉靖二十四年妝天龍八部題記，右側上有嘉靖二十年十二月劉氏妝彩題記，中層有皇宋咸平三年造像題記，下層有嘉靖二十一年裝彩題記。1989年，簡陽奎星閣摩崖造像被簡陽市人民政府公佈為縣級文物保護單位。2012年7月16日公佈為第八批四川省文物保護單位。